# Pannekoek (papierfabrikant)
Pannekoek was een papierfabriek gevestigd in Heelsum aan de Krabbendijk, die bestaan heeft van 1709 tot 1942.

## Geschiedenis
Oprichter Claes Jansen Pannekoek bezat reeds een watermolen, maar bouwde in 1709 ook een windmolen om wit papier mee te maken. Na zijn overlijden in 1718 namen zijn zonen Willem en Nuey de molens over. Nueys zoons Stephanus en Nicolaas zetten op hun beurt na het overlijden van hun vader in 1770 het bedrijfje voort en wisten het met een papiermolen op de Drieskamp uit te breiden. Nicolaas overleed in 1829 en zijn kinderen namen het bedrijf over. Ze kochten in 1837 nog de windmolen De Fortuyn, afkomstig uit de Zaanstreek.
In 1858 probeerden de beide broers tevergeefs het bedrijf en de twee molens te verkopen, onder andere door een veiling, maar dat lukte niet. De broers besloten hun bedrijf De Gebroeders Pannekoek op te heffen.  

### Windmolen De Pannekoek
Via een aandelenconstructie kwam de oudste windmolen in handen van Simon Adrianus Maas die het verder exploiteerde als N.Pannekoek & Maas. In 1871 leidde dat tot een nieuw vennootschap tussen de weduwe van Nicolaas Pannekoek, Simon Maas en Dirk Johannes Rese onder de naam Nuey Pannekoek & Maas. 

### Windmolen de Fortuyn
Windmolen De Fortuyn kwam in handen van hun neef Theodorus Pannekoek.  Tien jaar later kocht Neuy Pannekoek de windmolen terug van zijn neef Theodorus. Hij deed dit niet voor hem zelf maar voor zijn zoon Nicolaas Pannekoek. Besloten werd om op 20 december 1869 een nieuwe vennootschap op te richten, samen met Nicolaas Kamperdijk, zoon van een handelsrelatie, en het bedrijf kreeg de naam Pannekoek & Co. De papierfabriek produceerde op dat moment voornamelijk krantenpapier en braillepapier. 
In 1883 kreeg de papierfabriek, nog immer onder leiding van Pannekoek en Kamperdijk, na voorafgaand bezoek door Koning Willem III, het predicaat Koninklijk. 

Vijf jaar later, in 1898 kreeg de papierfabriek de opdracht om ter ere van de inhuldiging van Koningin Wilhelmina het zogenaamde Kroningspost-papier te ontwikkelen. 

### Koninklijke Papierfabriek Heelsum
In 1901 werd de structuur van het bedrijf veranderd naar een NV en kreeg het de naam Koninklijke Papierfabriek Heelsum, voorheen Pannekoek en Compagnie.. In het bestuur van de nieuwe NV namen alleen nog een aantal leden plaats uit de familie Kamperdijk , er was geen afgezant meer namens de familie Pannekoek.
In 1904 werd naast een reorganisatie ook de tenaamstelling gewijzigd in n.v. Koninklijke Papierfabriek voorheen Pannekoek & Co. Voorzitter van de raad van bestuur werd J.C. Spakler Jr., een schoonzoon van Nicolaas Kamperdijk. De dagelijkse leiding kwam in handen van de zoon van Kamperdijk, Nico Kamperdijk.
In 1914 droeg zoon Nico de leiding over aan H. Tomassen. Onder zijn leiding kreeg het bedrijf de concessie van de Nederlandse staat voor het leveren en produceren van het bankpapier. Voor de fabricage van dit bankpapier werd later een in eigen beheer, mede bedacht door toenmalig directeur Walther Stegher, een speciale papiermachine ontworpen.

### Einde activiteiten
Het bedrijf werd in 1936, vlak voor de Tweede Wereldoorlog, overgenomen door het bedrijf van J. Proost, die al ruime tijd lid was van de Raad van bestuur. In 1944 kwam er een eind aan de firma door een brand.